# Megacarpaea schugnanica
Megacarpaea schugnanica är en korsblommig växtart som beskrevs av Boris Fedtjenko. Megacarpaea schugnanica ingår i släktet Megacarpaea och familjen korsblommiga växter. Inga underarter finns listade i Catalogue of Life.